# Сухумський державний університет
Сухумський державний університет — грузинський університет, що функціонує в Тбілісі, хоча історія його розпочинається в Сухумі.
Історія Сухумського університету починається 5 лютого 1932 року, коли постановою грузинського уряду був заснований Сухумський педагогічний інститут. Спочатку було тільки два факультети в інституті, які в основному випускали шкільних вчителів. Пізніше були додані інші факультети, і до початку 1960-х років педагогічний інститут став провідним навчальним та науковим центром, де навчальний процес був представлений грузинською, абхазькою і російською мовами. У 1979 році Сухумський педагогічний інститут перетворено в Абхазький (Сухумський) університет.
Після політичних подій 1989 року грузинський сектор університету з більшістю викладачів і студентів відокремився і 14 травня 1989 року на його базі було створено Сухумську філію Тбіліського державного університету, яка з грудня 1993 року продовжила функціонувати в Тбілісі. 31 липня 2007 Сухумська філія постановою грузинського уряду перетворена в юридичну особу публічного права — Сухумський університет. Створений Сухумський університет отримав ліцензію на освітню діяльність (04.01.2008) і державну акредитацію (08.01.2008) на термін до 5 років.
10 грудня 2008 року положенням #239 грузинський уряд прийняв поправку до положення #160 (2007), після чого юридична особа публічного права Сухумський університет був перейменований в юридичну особу публічного права Сухумський державний університет.
В даний час існує сім факультетів в університеті Сухумі:
- Юридичний факультет
- Факультет економіки і бізнесу
- факультет освіти
- Факультет гуманітарних наук
- Факультет соціальних наук і політичних наук
- Факультет математичних і комп'ютерних наук
- Факультет природничих наук і охорони здоров'я